# Whataroa Falls
Die Whataroa Falls sind ein Wasserfall im Gebiet der Ortschaft Oropi in der Region Bay of Plenty auf der Nordinsel Neuseelands. Er liegt im Lauf des Whataroa Stream. Seine Fallhöhe beträgt rund 15 Meter.
Vom Parkplatz an der Mountain Road etwa 7 km südöstlich des Ortszentrums führt ein beschilderter Wanderweg in etwa einer Stunde zum Wasserfall.